# 拉玛铁菩提一世
拉玛铁菩提一世（1314年3月10日—1369年），又称乌通王（泰語： Phra Chao U-thong），暹罗（泰国）阿瑜陀耶王国的创立者和第一代国王，1351年到1369年在位。早期情况不详，据推测他与羅渦（羅斛，今华富里府）的统治家族有关系，并与暹罗中部的乌通国（今素攀府）的公主结婚。约1347年他继承王位，将首都东移50英里至昭披耶河的一个岛上，在那里建立阿瑜陀耶城，即人们通称的大城。大城曾为暹罗首都400余年。1351年3月4日拉玛铁菩提建阿瑜陀耶王朝，占有以大城、华富里、素攀武里为中心的昭披耶河河谷的大片土地。他很快使暹罗成为该地区的强国。从登基开始，他就鼓励波斯人和中国人到暹罗经商。大城后来之所以繁荣，部分原因是由于它是一个国际贸易港口。拉玛铁菩提功垂后世的成就在于奠定了暹罗法律制度的基础。1350—1359年间他所编纂的法典一直沿用到19世纪。